# 飞刀费
“飞刀费”，又称“专家跑场费”、“走穴费”，通常是指医师利用业余时间到其他医疗机构做手术时，向患者收取的手术费，这类手术亦被称为“飞刀手术”，此类医师有时亦被称为“飞刀医师”。

## 相关事件
2016年年初，南方日报转述报道了媒体曝光的湖南常德市第四人民医院向患者索要“专家跑场费”，《惊见医生做手术索要巨额红包 经视大调查全程实录专家跑场费始末》一文在网络引起热议，涉事医生被停职。
2019年年末，从北京天坛医院来到山西省洪洞县人民医院开展神经外科支架植入手术的医师，在收取现金时，被家属录像并举报，涉事医生被停职。